# Petr Klíma
Petr Klíma (* 23. Dezember 1964 in Chomutov, Tschechoslowakei; † 4. Mai 2023 ebenda) war ein tschechischer Eishockeyspieler, -trainer und -funktionär, der im Verlauf seiner aktiven Karriere zwischen 1981 und 2003 unter anderem 881 Spiele für die Detroit Red Wings, Edmonton Oilers, Tampa Bay Lightning, Los Angeles Kings und Pittsburgh Penguins in der National Hockey League (NHL) auf der Position des rechten Flügelstürmers bestritten hat. Mit den Edmonton Oilers gewann Klíma, der in Deutschland für den EC Wolfsburg und die Krefeld Pinguine auflief, im Jahr 1990 den Stanley Cup.

## Karriere
Petr Klíma begann seine Karriere beim TJ CHZ Litvínov, für den er von 1981 bis 1983 in der 1. Liga, der höchsten tschechoslowakischen Eishockeyliga, spielte und zuvor dessen Nachwuchsschmiede durchlaufen hatte. Anschließend wurde er im NHL Entry Draft 1983 in der fünften Runde als insgesamt 86. Spieler von den Detroit Red Wings aus der National Hockey League (NHL) ausgewählt. Zunächst blieb der Angreifer – auch aufgrund des Eisernen Vorhangs – zwei weitere Jahre in seiner tschechoslowakischen Heimat, wo er in den Jahren 1984 und 1985 mit dem ASD Dukla Jihlava jeweils die Tschechoslowakische Meisterschaft gewann, bevor er während eines Trainingslagers der Nationalmannschaft in Westdeutschland floh und Flüchtlingsstatus in den Vereinigten Staaten erhielt.
In der Saison 1985/86 gab Klíma sein Debüt für die Red Wings in der NHL, die ihn im November 1989 in einem sogenannten „Blockbuster-Transfer“ an die Edmonton Oilers abgaben, mit denen in der Saison 1989/90 auf Anhieb den prestigeträchtigen Stanley Cup gewann. Im Rahmen des Transfergeschäftes war er mit Joe Murphy, Adam Graves und Jeff Sharples in die kanadische Metropole gewechselt, während Jimmy Carson, Kevin McClelland und ein Fünftrunden-Wahlrecht im NHL Entry Draft 1991 nach Detroit gingen. Vor der Saison 1993/94 wurde der Tscheche an die Tampa Bay Lightning abgegeben, für die er bis 1996 insgesamt drei Jahre lang spielte. Während des Lockouts in der NHL-Saison 1994/95 stand er zudem in einem Spiel in der tschechischen Extraliga für den AC ZPS Zlín auf dem Eis sowie zwölfmal für den EC Wolfsburg aus der zweitklassigen 1. Liga.
Nach seinem Vertragsende in Tampa folgte für Klíma eine turbulente Spielzeit 1996/97, in der er bei den Los Angeles Kings, Pittsburgh Penguins und seinem Ex-Klub Edmonton Oilers unter Vertrag stand. Während seines kurzen Engagements in Pittsburgh lief er zudem für deren Farmteam Cleveland Lumberjacks in der International Hockey League (IHL) auf. Daraufhin wechselte Klíma für ein Jahr zu den Krefeld Pinguinen aus der Deutschen Eishockey Liga (DEL), bevor er im Januar 1999 als Free Agent zu den Detroit Red Wings, die ihn im Jahr 1985 in die NHL geholt hatten, wechselte. Dort konnte er sich nicht mehr durchsetzen, so dass er zunächst zwei Jahre mit dem Eishockey pausierte, ehe er von 2001 bis 2003 noch einmal für seinen Jugendklub HC Chemopetrol Litvínov aus der Extraliga spielte, wo er endgültig seine Karriere beendete.
Im Anschluss arbeitete Klíma nach einer längeren Auszeit vom Eishockey zwischen 2017 und 2022 beim tschechischen Zweitligisten SK Kadaň. Dort war er unter anderem als Trainer und Manager tätig. Zuletzt war er als Manager des Viertligisten SK Draci Bílina angestellt. Klíma verstarb im Mai 2023 im Alter von 58 Jahren in seiner Geburtsstadt Chomutov.

### International
Für die Tschechoslowakei nahm Klíma an den Junioren-Weltmeisterschaften der Jahre 1983 und 1984 sowie der U18-Junioren-Europameisterschaft 1982 teil. Mit der A-Nationalmannschaft, in der er im Verlauf der Saison 1982/83 debütiert hatte, spielte der Angreifer beim Canada Cup 1984.

## Erfolge und Auszeichnungen
- 1984 Tschechoslowakischer Meister mit dem ASD Dukla Jihlava
- 1985 Tschechoslowakischer Meister mit ASD Dukla Jihlava
- 1990 Stanley-Cup-Gewinn mit den Edmonton Oilers

### International
- 1982 Silbermedaille bei der U18-Junioren-Europameisterschaft
- 1982 All-Star-Team der U18-Junioren-Europameisterschaft
- 1983 Silbermedaille bei der Junioren-Weltmeisterschaft
- 1984 Bronzemedaille bei der Junioren-Weltmeisterschaft

## Karrierestatistik

### International
Vertrat die Tschechoslowakei bei:
- U18-Junioren-Europameisterschaft 1982
- Junioren-Weltmeisterschaft 1983
- Junioren-Weltmeisterschaft 1984
- Canada Cup 1984

(Legende zur Spielerstatistik: Sp oder GP = absolvierte Spiele; T oder G = erzielte Tore; V oder A = erzielte Assists; Pkt oder Pts = erzielte Scorerpunkte; SM oder PIM = erhaltene Strafminuten; +/− = Plus/Minus-Bilanz; PP = erzielte Überzahltore; SH = erzielte Unterzahltore; GW = erzielte Siegtore; 1 Play-downs/Relegation; Kursiv: Statistik nicht vollständig)

## Familie
Bereits Klímas Vater Josef war als Eishockeyspieler in der höchsten Spielklasse der Tschechoslowakei aktiv und spielte dort hauptsächlich für seinen Heimatverein VTŽ Chomutov. Petr Klímas Söhne – die Zwillinge Kelly und Kevin, die im US-amerikanischen Tampa zur Welt kamen – schafften ebenfalls den Sprung ins professionelle Eishockey. Sie begannen ihre Karrieren in Nordamerika, wo sie in der Ligue de hockey junior majeur du Québec (LHJMQ), ECHL und American Hockey League (AHL) aktiv waren, ehe sie in die tschechische Extraliga wechselten.
Die Neffen Lukáš Klíma und Tomáš Klíma – auch Zwillinge – sind ebenfalls professionelle Eishockeyspieler und spielten sowohl im tschechischen als auch slowakischen Eishockeyoberhaus.